# Gya
Gya är en ort i Indien.   Den ligger i unionsterritoriet Ladakh, i den norra delen av landet, 600 km norr om huvudstaden New Delhi. Gya ligger 4 111 meter över havet och antalet invånare är 797.
Terrängen runt Gya är kuperad åt sydost, men åt nordväst är den bergig. Gya ligger nere i en dal.  Trakten runt Gya är nära nog obefolkad, med mindre än två invånare per kvadratkilometer. Det finns inga andra samhällen i närheten. Trakten runt Gya är ofruktbar med lite eller ingen växtlighet.